# Alonso Escoboza
Jesús Alonso Escoboza Lugo (ur. 22 stycznia 1993 w Los Mochis) – meksykański piłkarz występujący na pozycji lewego obrońcy lub lewego pomocnika, reprezentant Meksyku, od 2025 roku zawodnik Jaiba Brava.

## Kariera klubowa
Escoboza jest wychowankiem klubu Santos Laguna z siedzibą w Torreón. Do pierwszej drużyny został włączony jako osiemnastolatek przez argentyńskiego szkoleniowca Diego Coccę i w meksykańskiej Primera División zadebiutował 23 lipca 2011 w wygranym 4:1 spotkaniu z Pachucą. Już w swoim premierowym, jesiennym sezonie Apertura 2011, wywalczył ze swoim zespołem tytuł wicemistrza kraju, natomiast pół roku później, podczas wiosennych rozgrywek Clausura 2012, zdobył z Santosem Laguna mistrzostwo Meksyku. Pełnił jednak wówczas wyłącznie rolę rezerwowego i ani razu nie pojawił się na ligowych boiskach. W 2012 roku dotarł również z ekipą do finału najbardziej prestiżowych rozgrywek kontynentu – Lidze Mistrzów CONCACAF, jednak nie potrafiąc wywalczyć sobie miejsca w składzie w styczniu 2013 udał się na półroczne wypożyczenie do drugoligowego zespołu Club Necaxa z miasta Aguascalientes. Tam notował regularne występy i w sezonie Clausura 2013 doszedł do dwumeczu finałowego rozgrywek Ascenso MX.
Po powrocie do Santosu Laguna, Escoboza został jednym z ważniejszych zawodników drużyny i regularnie, choć często jako rezerwowy, zaczął pojawiać się na boiskach. Premierowego gola w najwyższej klasie rozgrywkowej strzelił 23 sierpnia 2013 w zremisowanej 1:1 konfrontacji z Tijuaną, natomiast w sezonie Apertura 2014 zdobył z drużyną prowadzoną przez Pedro Caixinhę puchar Meksyku – Copa MX. Pół roku później, podczas rozgrywek Clausura 2015, wywalczył natomiast swoje drugie mistrzostwo Meksyku, a jeszcze w tym samym roku skompletował potrójną koronę, osiągając krajowy superpuchar – Campeón de Campeones. W styczniu 2016 odszedł do ekipy Club Tijuana, w ramach rozliczenia za transfer Diego de Buena. Po kiepskim półroczu został jednak wypożyczony do ekipy Chiapas FC z siedzibą w Tuxtla Gutiérrez.
| Sezon     | Klub          | Kraj   | Rozgrywki  | Mecze | Bramki |
| --------- | ------------- | ------ | ---------- | ----- | ------ |
| 2011/2012 | Santos Laguna | Meksyk | Liga MX    | 6     | 0      |
| 2012/2013 | Santos Laguna | Meksyk | Liga MX    | 3     | 0      |
| 2012/2013 | Club Necaxa   | Meksyk | Ascenso MX | 13    | 3      |
| 2013/2014 | Santos Laguna | Meksyk | Liga MX    | 24    | 4      |
| 2014/2015 | Santos Laguna | Meksyk | Liga MX    | 29    | 2      |
| 2015/2016 | Santos Laguna | Meksyk | Liga MX    | 16    | 1      |
| 2015/2016 | Club Tijuana  | Meksyk | Liga MX    | 8     | 0      |
| 2016/2017 | Chiapas FC    | Meksyk | Liga MX    |       |        |

## Kariera reprezentacyjna
W 2013 roku Escoboza został powołany przez szkoleniowca Sergio Almaguera do reprezentacji Meksyku U-20 na Mistrzostwa Ameryki Północnej U-20. Tam pełnił rolę kluczowego zawodnika swojej kadry, rozgrywając wszystkie pięć spotkań od pierwszej minuty i strzelił dwa gole – w fazie grupowej z Salwadorem (3:0) i w ćwierćfinale z Jamajką (4:0). Meksykanie, pełniący wówczas rolę gospodarzy, triumfowali natomiast w tych rozgrywkach, pokonując w finale po dogrywce USA (3:1). Dwa miesiące później wziął udział w prestiżowym towarzyskim Turnieju w Tulonie, gdzie wystąpił w trzech z czterech możliwych spotkań, zaś jego drużyna zajęła trzecie miejsce w grupie i nie zakwalifikowała się do dalszych gier. W tym samym roku znalazł się w składzie na Mistrzostwa Świata U-20 w Turcji, gdzie wciąż był jednym z ważniejszych graczy swojego zespołu; wystąpił w trzech z czterech możliwych meczów (z czego w dwóch w pierwszym składzie) i zdobył gola w konfrontacji fazy grupowej z Mali (4:1). Meksykańska kadra odpadła ostatecznie z młodzieżowego mundialu w 1/8 finału, po porażce z Hiszpanią (1:2).
W 2014 roku Escoboza znalazł się w ogłoszonym przez Raúla Gutiérreza składzie reprezentacji Meksyku U-23 na swój kolejny Turniej w Tulonie. Tam rozegrał wszystkie cztery możliwe spotkania (dwa w wyjściowym składzie), a jego kadra podobnie jak przed rokiem zajęła trzecią lokatę w grupie i nie awansowała do dalszej fazy.
W seniorskiej reprezentacji Meksyku Escoboza zadebiutował za kadencji selekcjonera Miguela Herrery, 30 października 2013 w wygranym 4:2 meczu towarzyskim z Finlandią, w którym strzelił również swojego premierowego gola w kadrze narodowej. W tym samym roku wystąpił w dwóch barażowych spotkaniach w ramach udanych dla jego drużyny eliminacji do Mistrzostw Świata 2014, jednak nie znalazł się w ostatecznej kadrze na mundial, znajdując się tylko na liście rezerwowej.